# Urt
Urt (en euskera: Ahurti) en  euskera, es una localidad y comuna francesa situada en el departamento de Pirineos Atlánticos, en la región de Nueva Aquitania y el territorio histórico vascofrancés de Labort.

## Geografía
Situada en la ribera del Adur, a 15 km de Bayona, limita al norte con Saint-Laurent-de-Gosse del departamento de Landas, al oeste con la comuna landesa de Saint-Barthélemy, Urcuit y Briscous, al sur Hasparren y con Bardos y Guiche al este.

## Heráldica
En campo de azur, un puente de tres arcos, de gules*, mazonado de sable, acompañado en punta de dos salmones de plata, nadantes y puestos en palo, el de la punta contornado, y en jefe de una estrella del mismo metal.
* Incumple una de las reglas heráldicas (Nunca color sobre color, ni metal sobre metal).

## Demografía
| Gráfica de evolución demográfica de Urt entre 1800 y 2012 |
|                                                           |

Fuentes: Ldh/EHESS/Cassini e INSEE.

## Curiosidades
La localidad alberga dos establecimientos de la orden religiosa benedictina, el monasterio de Santa Escolástica y la abadía de Nuestra Señora de Belloc.
Alberga los restos mortales del lingüista Roland Barthes (1915-1980). Su madre, Henriette, era oriunda de esta localidad y aquí Barthes acostumbraba a pasar su vacaciones.
En este pueblo está ambientada la trilogía "La guerra de las brujas", de Maite Carranza.